# Afonso Sanches
Afonso Sanches, né le 24 mai 1289 à Cerva (aujourd'hui dans la municipalité de Ribeira de Pena, Portugal) et mort le 2 novembre 1329 à Escalona (province de Tolède, Espagne), est un prince de la famille royale de Portugal et un troubadour en langue portugaise. Il est le fils illégitime du roi Denis de Portugal et de Aldonça Rodrigues Telha.

## Biographie

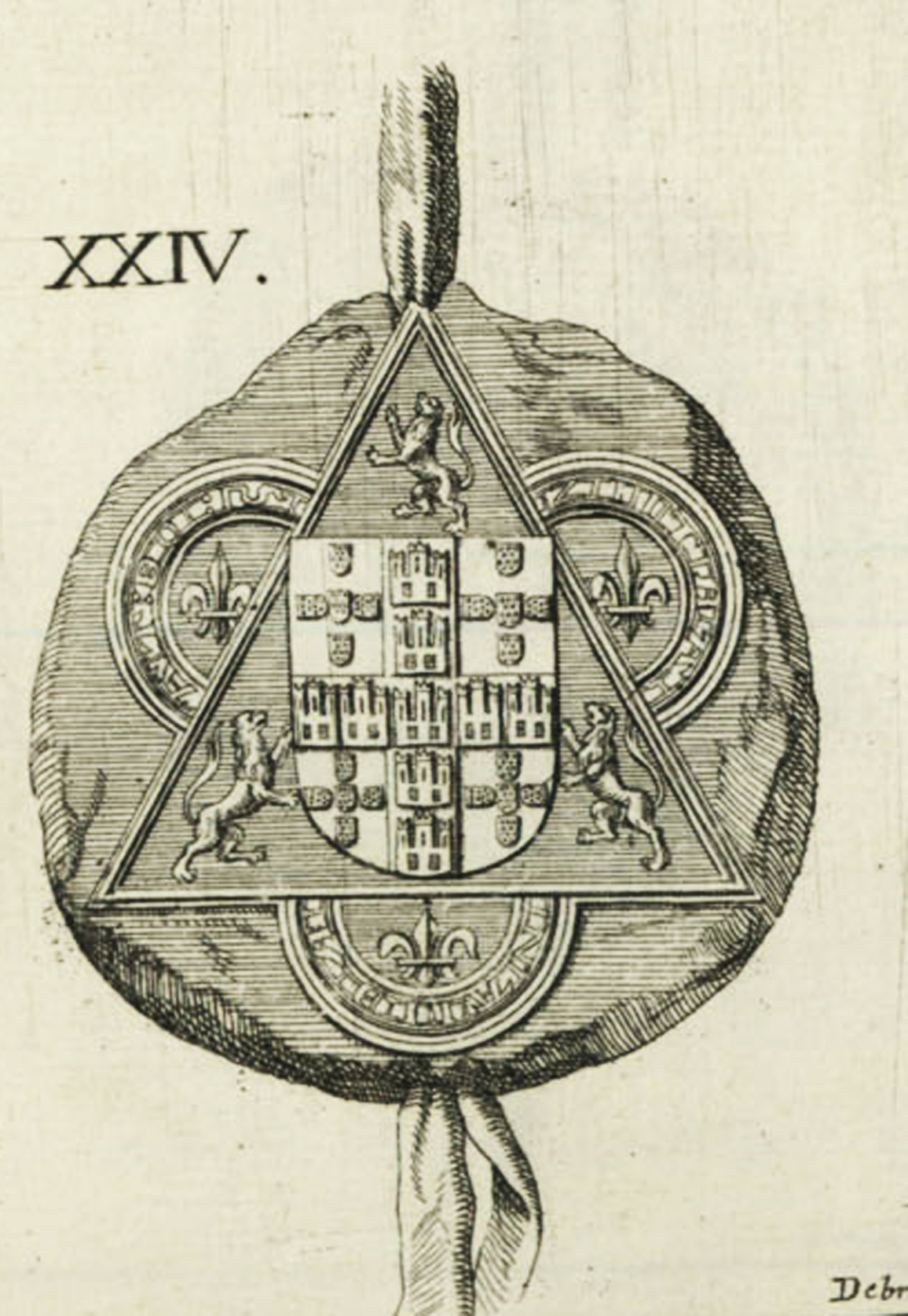
Sceau d'Afonso Sanches.

Afonso Sanches jouissait de la faveur de son père, le roi Denis Ier, qui lui fit d'importantes donations et le nomma mordomo-mor (pt), qui était le premier officier de la maison royale. Ces faveurs entraînèrent la jalousie de son frère plus jeune, mais légitime, le futur Alphonse IV de Portugal, qui se révolta contre son père et réunit autour de lui des nobles qui redoutaient la politique centralisatrice du roi Denis. La guerre éclata en décembre 1321, mais la reine Isabelle d'Aragon réussit à amener son mari et son fils à faire la paix en mai 1322 ; cependant, le roi ne pardonna jamais à son fils et continua à préférer Afonso Sanches. À la mort de Denis, le 7 janvier 1325, Alphonse IV lui succéda sans difficulté. Il exila immédiatement son frère bâtard, le privant de son titre de mordomo-mor et de tous ses biens. Afonso Sanches ne se laissa pas faire et entra en guerre contre son frère, avec le soutien d'une partie de la noblesse portugaise et de seigneurs castillans. Le conflit dura trois ans, mais la reine douairière Isabelle obtint une réconciliation et Alphonse IV rendit ses biens à son demi-frère.
Il épouse Teresa Martins de Meneses, fille de João Afonso Teles de Meneses, comte de Barcelos, et de Teresa Sanches, fille illégitime du roi Sanche IV de Castille ; elle lui apporte la seigneurie d'Albuquerque. Ils sont les parents de João Afonso de Albuquerque, conseiller du roi de Castille Pierre le Cruel avant d'être disgracié et de se joindre à la rébellion d'Henri de Trastamare.
Afonso Sanches et son épouse ont fondé le monastère de Santa Clara à Vila do Conde ; ils y ont été enterrés.

## Le troubadour
Afonso Sanches s'est illustré, comme son père le roi Denis, en tant que troubadour. Il est l'un des représentants de la lyrique médiévale galaïco-portugaise, dont le prestige a dépassé à cette époque les frontières du Portugal et de la Galice. On a conservé de lui quinze poèmes, souvent sous forme de fragments, qui ont été transmis par le Cancioneiro Colocci-Brancuti de la Bibliothèque nationale du Portugal à Lisbonne et le Cancioneiro da Vaticana de la Bibliothèque apostolique vaticane de Rome. La plupart de ces poèmes appartiennent au genre des cantigas. Il y a également un tenzón d'amour avec Vasco Martinz de Resende.